# Xenoclystia phaeoloma
Xenoclystia phaeoloma là một loài bướm đêm trong họ Geometridae.